# 祕魯大電鱝
祕魯大電鱝（學名：Tetronarce peruana），又稱祕魯大電鰩，為軟骨魚綱電鰩目電鰩科大電鱝屬的一種，分布於東南太平洋祕魯、哥倫比亞及加拉巴哥群島海域，深度24至168公尺，本體長可達50公分，棲息大陸棚沙泥底質水域，單獨活動，屬肉食性，在夜間捕食，體具有發電器官，用來防禦或捕食，卵胎生，生活習性不明。